# NGC 482
NGC 482 è una galassia a spirale situata nella costellazione della Fenice a una distanza di circa 277 milioni di anni luce dalla Terra.
Fu scoperta il 23 ottobre 1835 da John Herschel.